# جان مک‌گرین
جان مک‌گرین (انگلیسی: John McGrane؛ زادهٔ ۱۲ اکتبر ۱۹۵۲) بازیکن و مربی فوتبال اهل کانادا بود.
وی همچنین در تیم ملی فوتبال کانادا بازی کرده‌است.